# Ski d'orientation
Le ski d'orientation (également appelé SkiO) est une course d'endurance en ski de fond et fait partie des sports d'hiver. Il est une des quatre disciplines d'orientation reconnues par la Fédération internationale de course d'orientation (IOF). Un coureur de ski performant combine une grande endurance physique, de la force et d'excellentes habiletés techniques de ski avec la capacité de s'orienter et de faire les meilleurs choix d'itinéraires tout en skiant à grande vitesse.
Des cartes d'orientation standard sont utilisées, mais avec une surimpression verte spéciale pour les sentiers et les pistes afin d'indiquer les conditions de pratique dans la neige. D'autres symboles indiquent si les routes sont couvertes de neige ou dégagées. La tactique de navigation est similaire à la course d'orientation en VTT. L'équipement standard de ski de fond est utilisé, ainsi qu'un porte-carte attaché à la poitrine. Comparé au ski de fond, la force du haut du corps est plus importante en raison du double polissage des skis, nécessaire à la pratique sur des sentiers de neige étroits.

## Évènements
Les épreuves d'orientation sont conçues pour tester à la fois la force physique et les compétences d'orientation des athlètes. Les skieurs utilisent la carte pour s'orienter sur un réseau dense de pistes de ski afin de passer un certain nombre de points de contrôle (en) dans les plus brefs délais. Le réseau de pistes est imprimé sur la carte et il n'y a pas d'itinéraire marqué dans le terrain. Les points de contrôle doivent être passés dans le bon ordre. La carte donne toutes les informations dont l'athlète a besoin pour choisir l'itinéraire le plus rapide, y compris la qualité et la largeur des pistes. L'athlète doit prendre des centaines de décisions, de choix de route à haute vitesse pendant chaque course : un léger manque de concentration pour seulement un centième de seconde peut coûter la médaille. Le ski d'orientation est une épreuve de rapidité et de performance. L'horloge est le juge : le détenteur du temps le plus rapide gagne. La carte électronique vérifie que l'athlète a passé tous les points de contrôle dans le bon ordre.

### Compétitions internationales
Le championnat du monde d'orientation des skieurs est l'événement officiel pour récompenser les titres de champions du monde de ski d'orientation. Les championnats du monde sont organisés chaque année impaire. Le programme comprend des compétitions de sprint, de moyenne et longue distance et un relais pour les hommes et les femmes.
La Coupe du Monde est la série officielle d'événements pour trouver les meilleurs skieurs du monde au cours d'une saison. La Coupe du Monde est organisée tous les ans.
Les championnats du monde d'orientation junior et les championnats mondiaux d'orientation des maîtres sont organisés annuellement.

### Sport mondial
Le ski d'orientation est pratiqué sur les quatre continents. Les événements se déroulent dans l'environnement naturel, terrains en plein air, parcs à la ville, champs à la campagne, forêts et flancs de montagne - partout où il y a de la neige. Les principales régions de ski d'orientation sont situées en Asie, Europe et Amérique du Nord.
La course d'orientation est au programme des Jeux asiatiques d'hiver et des Jeux mondiaux d'hiver militaires du CISM (Conseil international du sport militaire). La FIO (Fédération internationale d'orientation), a demandé l'inclusion de la course d'orientation à ski aux Jeux olympiques d'hiver 2018 et demandera également à la FISU (Fédération internationale du sport universitaire) d'être incluse dans les Universiades d'hiver 2023.

## Équipement

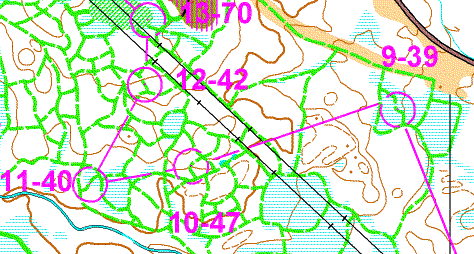
Carte d'orientation sur ski

Une personne participant à des compétitions de ski d'orientation est équipée de :
- Vêtements adéquats pour le ski de fond, les bottes et les skis et les bâtons de ski.
- Une carte d'orientation fournie par l'organisateur, montrant les points de contrôle qui doivent être passés dans l'ordre. La carte est conçue pour donner toutes les informations dont le compétiteur a besoin pour décider de itinéraire est le plus rapide, comme la qualité des pistes, le dégradé et la distance. Les lignes vertes sur la carte montrent un sentier adapté à la course à ski. En fonction de l'épaisseur et de la continuité des lignes, le concurrent décide de la route la plus rapide entre les points de contrôle[4].
- Support de carte : un support de carte attaché à la poitrine permet de voir la carte tout en skiant à pleine vitesse.
- Un type de boussole éventuellement plus léger, fixé au support ou au bras du skieur.
- Une puce de perforation électronique.

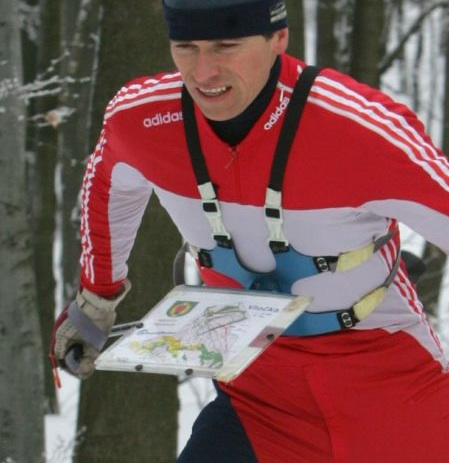
Porte-carte porté sur la poitrine

## Candidature pour l'inclusion aux Jeux Olympiques d'hiver
La Fédération Internationale d'Orientation (FIO) a demandé que la course d'orientation à ski soit incluse dans le programme des Jeux Olympiques d'hiver de 2018, mais la demande n'a pas été retenue. Au cours des dernières années, la course d'orientation à ski a considérablement augmenté en termes de propagation mondiale. La croissance a été stimulée par l'inclusion de la course d'orientation à ski aux Jeux asiatiques d'hiver et aux Jeux militaires mondiaux d'hiver du CISM (Conseil International du Sport Militaire).